# Lobsdorf (St. Egidien)
Lobsdorf ist ein Ortsteil der Gemeinde St. Egidien im Landkreis Zwickau in Sachsen. Er wurde am 1. Januar 1996 eingemeindet.

## Geografie

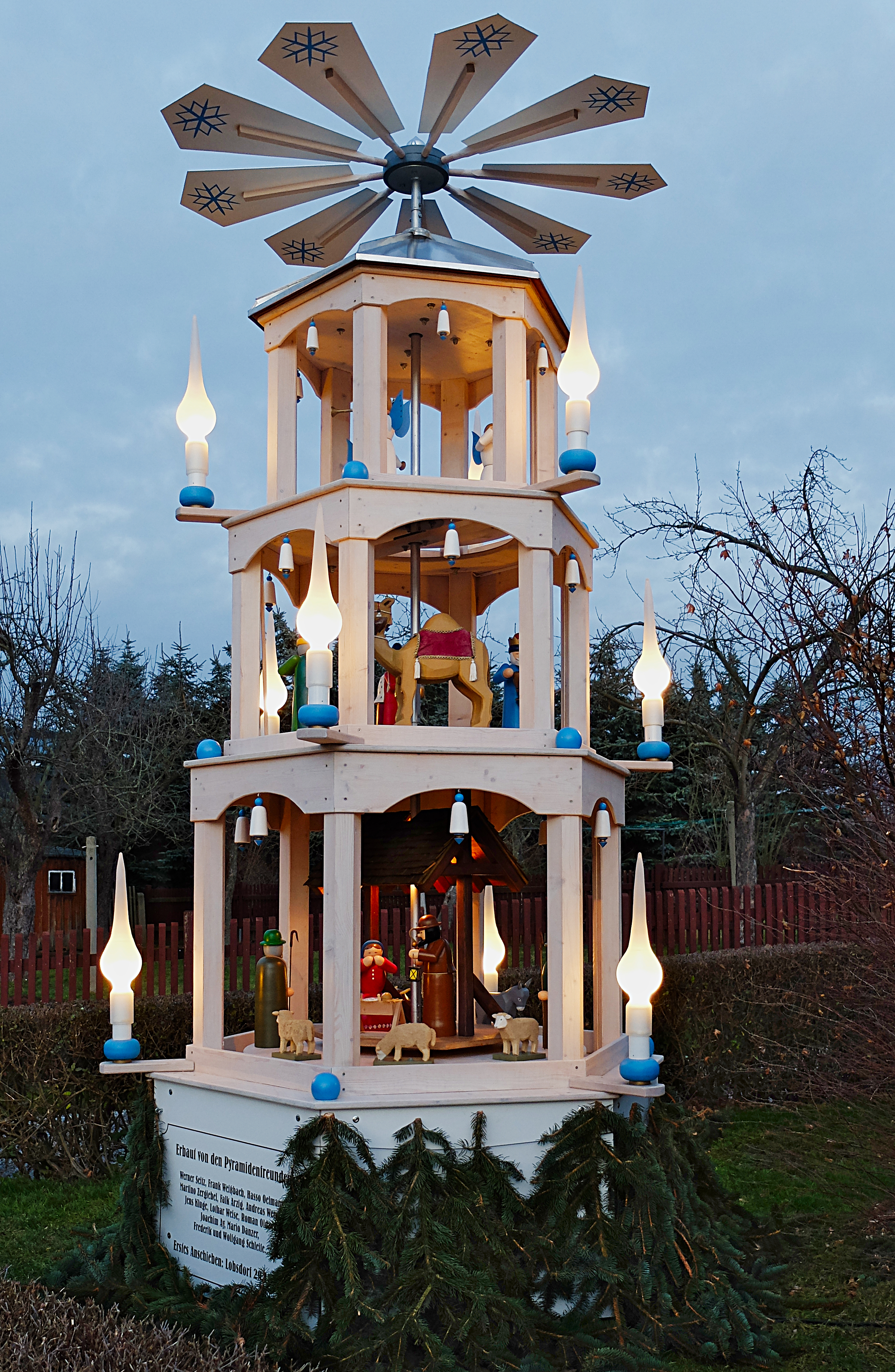
Ortspyramide Lobsdorf

### Geografische Lage und Verkehr
Lobsdorf liegt im Landkreis Zwickau. Der durch den Ort fließende Lobsdorfer Bach ist ein Zufluss des Lungwitzbachs. An Lobsdorf führt der Zubringer vom Lungwitzbachtal zur Bundesautobahn 4, Anschlussstelle Hohenstein-Ernstthal, vorbei. Zwischen Lobsdorf und Kuhschnappel verlief zwischen 1960 und 1990 die heute stillgelegte und abgebaute Strecke der Industriebahn der Nickelhütte St. Egidien. Während die Ausweiche Lobsdorf heute nicht mehr erhalten ist, erkennt man die einstige Trasse noch am Bahndamm.

### Nachbarorte
| Reinholdshain  |                                             | Grumbach     |
| Niederlungwitz | Kompassrose, die auf Nachbargemeinden zeigt | Tirschheim   |
|                | St. Egidien                                 | Kuhschnappel |

## Geschichte

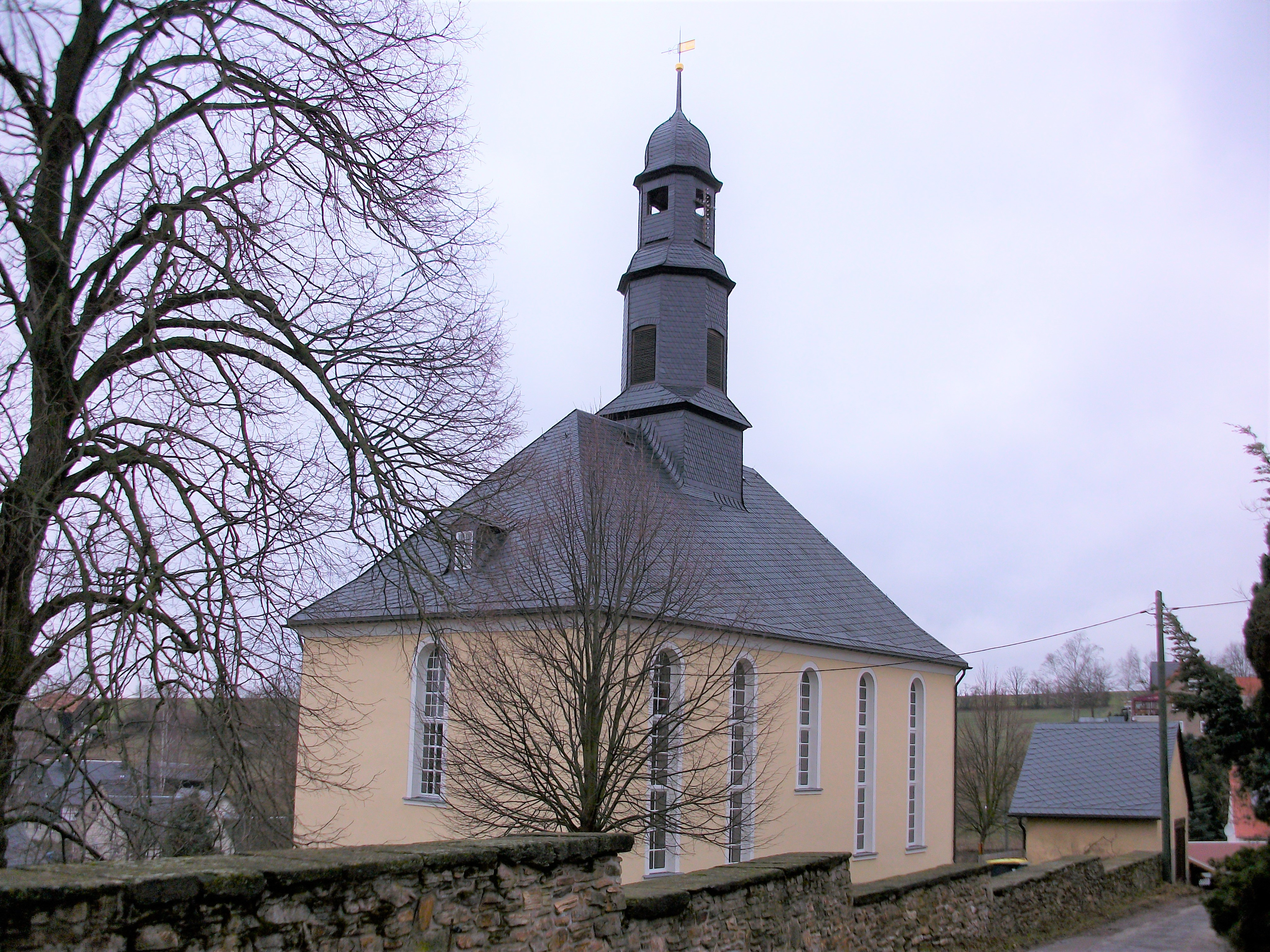
Kirche von Lobsdorf

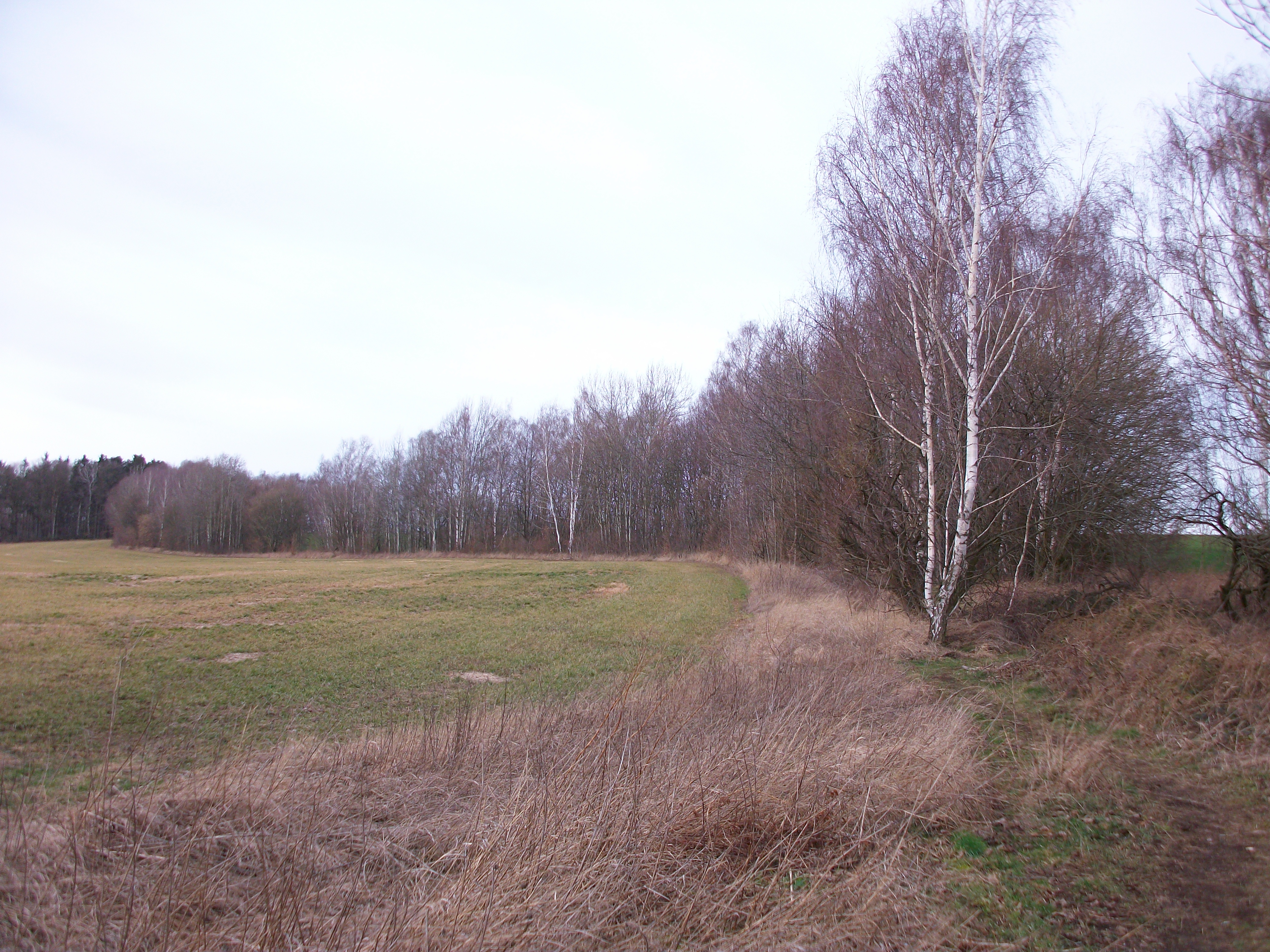
Ehemaliger Bahndamm der Industriebahn zwischen Kuhschnappel und Lobsdorf (2020)

Das Waldhufendorf Lobsdorf wurde im Jahr 1460 als „Ludewigesdorf“ bzw. „Ludwigsdorf“ erwähnt. Die St.-Ludivici-Kirche des Orts wurde bereits 1542 genannt. In den Jahren 1792/93 wurde sie durch den heutigen Bau ersetzt. Kirchlich ist der Nachbarort Kuhschnappel ohne Tirschheim eingepfarrt. Bezüglich der Grundherrschaft gehörte der Ort bis ins 19. Jahrhundert als Amtsdorf zur Herrschaft Glauchau, nach der Teilung im Jahr 1681 zum Amt Forderglauchau. Nachdem auf dem Gebiet der Rezessherrschaften Schönburg im Jahr 1878 eine Verwaltungsreform durchgeführt wurde, kam Lobsdorf im Jahr 1880 zur neu gegründeten sächsischen Amtshauptmannschaft Glauchau.
Durch die zweite Kreisreform in der DDR kam die Gemeinde Lobsdorf im Jahr 1952 zum Kreis Hohenstein-Ernstthal im Bezirk Chemnitz (1953 in Bezirk Karl-Marx-Stadt umbenannt). Zwischen 1959/60 und 1990 war die Industriebahn der Nickelhütte St. Egidien in Betrieb, welche die Nickelhütte St. Egidien mit den Nickeltagebauen im Raum Callenberg verband. Ihre bis heute erkennbare Trasse verlief östlich von Lobsdorf in mehreren Bögen. Dort befand sich die „Ausweiche Lobsdorf“ mit dem Stellwerk B3, von denen heute nichts mehr vorhanden ist.
Die Gemeinde Lobsdorf kam im Jahr 1990 zum sächsischen Landkreis Hohenstein-Ernstthal, der 1994 im Landkreis Chemnitzer Land bzw. 2008 im Landkreis Zwickau aufging. Am 1. Januar 1996 wurde die Gemeinde Lobsdorf nach St. Egidien eingemeindet.

## Persönlichkeiten
- Gottfried Schneider (1916–1987), Zahnarzt und Hochschullehrer